# 恩坎多／中央大道站
恩坎多/中央大道站（英語：Encanto/Central Avenue station），是一個位於美國亞利桑那州鳳凰城鳳凰城輕鐵的車站。

## 鄰近地標
- 赫德博物館 (Heard Museum)
- 美國聯邦政府大樓 (U.S. Federal Building)
- 聖馬利亞高中 (St. Mary's High School)
- 蒙特利公園 (Monterey Park)
- 威嫪歷史區 (Willo Historic District)

## 站內藝術
鳳凰城輕鐵的每一個車站內都會加入一些藝術元素。在此站內，藝術家Jamex de la Torre和Einar de la Torre為站內提供了一個銅做的雕刻。雕刻加入了前哥倫哥倫布時期，印第安，和現代藝術元素區來宣揚該區的多元文化。

## 接駁交通

### 巴士
- 0號
- 512號 (特快)
- 570號 (特快)
- 582號 (特快)
- 590號 (特快)

## 外部連結
- 輕鐵／鳳凰城市路線圖 （英文）